# カジミエシュ・バイン
カジミエシュ・バイン (Kazimierz Bein, 1872年 - 1959年6月15日)はポーランドの眼科医で、エスペラントの運動家。エスペラント界ではカーベ(Kabe)というペンネームで知られている。熱心な運動家として翻訳などに携わったが、突然エスペラント運動から去ったことでも有名である。
若いころ彼は反ロシア運動に携わったために、数年間追放された。そしてカザンで医学を学んだ。彼は多くの専門書を著し、ワルシャワ眼科学会とポーランド眼科協会を設立。彼はまたアマチュア写真家としても知られる。
バインは最も早い時期のエスペラント運動家であった。彼の姓名の先頭のそれぞれの2文字をくっつけたカーベ(Kabe)というペンネームで著した。1904年、ヴァツワフ・シェロシェフスキ（Wacław Sieroszewski）の『悲惨の深み』La Fundo de l’mizeroを訳し有名になる。1906年にエスペラント学士院の副議長になり、エスペラントの初期の発展の重要な部分に携わった。
彼の最も有名な功績はボレスワフ・プルスの『ファラオ』の翻訳と、最初のエスペラントの辞書の一つであるVortaro de Esperantoの編纂であろう。
しかしながら、今日知られている彼についての最も有名な事件は、1911年に彼が突然理由も言わずエスペラント運動から去ったことだろう。彼が去った原因は不明で一説にはアントニー・グラボウスキーや他の運動家との意見の違いがあったためとも言われている。
エスペラント運動から去った後、彼はワルシャワ眼科学会の重役になった。
1931年、エスペラントの雑誌Literaturo Mondaに彼へのインタビューが載った。彼は言語問題の解決に繋がらないだろうエスペラントの発展の欠如について話した。
カーベが運動から離れた後、カーベの名に由来して、「かつて熱心だった運動家が黙ってエスペラント運動を去る」という意味の動詞kabeiができた。
彼はわかりやすく上品な文体を好み、複雑であまりにも論理的な表現を避けた。たとえば複合的な時制を使う、estas -inta(現在完了形), estis -anta(過去進行形)のような表現を避けた。
彼はエスペラント原作の著作をしなかった。彼は上述のインタビューで次のように述べた。「エスペラントにとっては自由な原作の著作よりも、翻訳の方が有益になる。原作作家たちは難しい表現を使わないか、代わりの表現を使うだろうから。」
一方で次のようにも述べた。「しかし一方、エスペラントにはたしかに原作作家が必要である。たとえ原作作家が言語をあまり発展させないであろうとしても、翻訳家たちが他言語から取り入れた表現をエスペラントの中で使い、固定させていくからである。」